# Polarisatie (elektriciteit)
In de elektrostatica betekent polarisatie het ontstaan van een elektrisch veld ten gevolge van een potentiaalverschil. De polarisatie is een vectorgrootheid met eenheid {\displaystyle \mathrm {C/m^{2}} }.
De relatieve permittiviteit {\displaystyle \varepsilon _{r}} van een materiaal wordt door het vermogen van de moleculen in het materiaal om zich onder invloed van een elektrisch veld te polariseren, waardoor het het veld binnen het materiaal gedeeltelijk vermindert. Deze diëlektrische constante {\displaystyle \varepsilon _{r}} van een diëlektrisch materiaal, van een diëlektricum, bijvoorbeeld een niet-geleidende vloeistof zoals alcohol, kan worden bepaald door het materiaal tussen de platen van een condensator te brengen en een potentiaal aan te leggen. De molaire polarisatie {\displaystyle \mathbf {P} } van een materiaal kan uit de Clausius-Mosotti-vergelijking worden berekend:
{\displaystyle \mathbf {P} =(1+\varepsilon _{r})/(1-\varepsilon _{r})*\mathbf {M} /\rho }
{\displaystyle \mathbf {M} } is de molaire massa en {\displaystyle \rho } de ladingsdichtheid.
In het algemeen bestaat de polarisatie uit twee componenten. De moleculen in een materiaal kunnen permanente dipolen met dipoolmoment {\displaystyle \mu } bevatten die zich eventueel kunnen heroriënteren onder invloed van een extern aangelegde veld. Dit veld kan echter ook tijdelijke dipolen {\displaystyle \mathbf {D} } in het molecuul veroorzaken door inductie.
{\displaystyle \mathbf {P} =\mathbf {P} _{\mu }+\mathbf {P_{D}} }
De twee bijdragen hebben een verschillend temperatuurgedrag. Hoe hoger de temperatuur, hoe meer de moleculen in beweging zijn en hoe moeilijker het is de permanente dipolen uit te richten met een veld. Volgens Peter Debye is de permanente bijdrage:
{\displaystyle \mathbf {P} _{\mu }=(\ 4/3\ \pi \ N_{A}\ \mu _{2}\ )\ /\ 3kT}
{\displaystyle N_{A}} is de constante van Avogadro. De geïnduceerde bijdrage hangt af van de polariseerbaarheid {\displaystyle \alpha } van het molecuul:
{\displaystyle \mathbf {P_{D}} \ =\ 4/3\ \pi \ N_{A}\ \alpha }
{\displaystyle \mu } en {\displaystyle \alpha } zijn eigenschappen van het molecuul en zijn vrijwel onafhankelijk van de temperatuur. Alleen bij voldoende hoge temperaturen, waarbij overgangen van de elektronen in het molecuul van belang gaan worden verandert dit. Men kan daarom de polarisatie {\displaystyle \mathbf {P} } als functie van de omgekeerde van de temperatuur meten en dan de twee bijdragen scheiden:
{\displaystyle \mathbf {P} (T)=a(1/T)+b}
Uit de helling van een grafiek van {\displaystyle \mathbf {P} } versus {\displaystyle 1/T} is {\displaystyle \mu } te bepalen uit de asafsnede {\displaystyle \alpha }.